# Liste der Baudenkmale in Koblentz
In der Liste der Baudenkmale in Koblentz sind alle denkmalgeschützten Bauten der vorpommerschen Gemeinde Koblentz und ihrer Ortsteile aufgelistet. Grundlage ist die Veröffentlichung der Denkmalliste des Kreises Uecker-Randow mit dem Stand vom 1. Februar 1996.

## Baudenkmale nach Ortsteilen

### Koblentz
| ID | Lage                   | Bezeichnung                                                | Beschreibung | Bild                                                       |
| -- | ---------------------- | ---------------------------------------------------------- | ------------ | ---------------------------------------------------------- |
|    | Dorfstraße 1 (Karte)   | Bauernhaus mit Stall                                       |              |                                                            |
|    | Dorfstraße 3 (Karte)   | ehem. Schule                                               |              |                                                            |
|    | Dorfstraße 5/6 (Karte) | Pferdestall und Stallspeicher                              |              |                                                            |
|    | Dorfstraße 8 (Karte)   | Bauernhaus                                                 |              |                                                            |
|    | (Karte)                | Kapelle (ehemaliges Mausoleum) und Reste des Grabmonuments |              | Kapelle (ehemaliges Mausoleum) und Reste des Grabmonuments |
|    |                        | Kriegerdenkmal (1914/1918)                                 |              |                                                            |

### Breitenstein
| ID | Lage    | Bezeichnung                                                                          | Beschreibung | Bild |
| -- | ------- | ------------------------------------------------------------------------------------ | ------------ | ---- |
|    |         | Allee mit Pflasterung und Sommerweg                                                  |              |      |
|    | (Karte) | Gutsanlage mit Gutshaus, Scheune, zwei Stallspeichern, Stall und Transformatorenhaus |              |      |

## Quelle
- Bericht über die Erstellung der Denkmallisten sowie über die Verwaltungspraxis bei der Benachrichtigung der Eigentümer und Gemeinden sowie über die Handhabung von Änderungswünschen (Stand: Juni 1997)

- Karte mit allen Koordinaten:
- OSM |
- WikiMap